# Todd Hays
Todd Hays (Del Rio, 21 maggio 1969) è un ex bobbista e artista marziale misto statunitense.

## Biografia
È nato nel 1969 in un piccolo paese del Texas, Del Rio, duecento chilometri a ovest di San Antonio, senza alcuna tradizione negli sport invernali. «Non ricordo bene - racconta l'atleta americano - ma penso che la prima volta che vidi la neve a Del Rio dovevo avere quattordici anni. Fu un evento. Chiusero le scuole e noi studenti potemmo star fuori a giocare in quei pochi centimetri di neve, come se fossimo sulle Alpi svizzere».
Da ragazzo si dedicò alle arti marziali e in particolare al kickboxing: nel 1993 diventò campione nazionale di questo sport. Praticò anche il football americano, prima allo Junior college di Cisco (Texas) e poi all'università di Tulsa, dove diventò capitano della squadra. Ma dopo la laurea in educazione fisica fallì due volte il provino per diventare professionista nel campionato canadese (con i Toronto Argonauts). Scoprì il bob per caso: la squadra statunitense era a San Antonio per cercare nuovi atleti e il fratello decise di portarlo alla selezione.
Hays superò sia quella selezione sia la successiva, a Lake Placid (nello stato di New York), e nel 1994 venne inserito in nazionale come uomo di spinta. Voleva però fare il pilota e per guadagnare i soldi per comprarsi un bob decise di partecipare a un torneo internazionale di lotta libera in Giappone. Nella prima gara, batté l'atleta giapponese Koichiro Kimura ma si infortunò a un legamento della spalla e non poté continuare. Tuttavia, vinse un premio di 10.000 dollari, dei quali 7.500 finirono nel suo primo bob. Iniziò così a gareggiare. La sua prima vittoria arrivò alla finale nazionale di Lake Placid nel 2001.
Immediatamente prima dei Giochi olimpici di Salt Lake City del 2002, il suo compagno abituale di bob a due, Pavle Jovanovic, fu squalificato per doping (steroidi) e fu sostituito da Garrett Hines. La coppia Hays-Hines arrivò quarta nel bob a due, a soli 3 centesimi dal podio, ma nel bob a quattro Hays e Hines, insieme con Randy Jones e Bill Schuffenhauer, vinsero la medaglia d'argento, dietro a Germania 2 di André Lange e davanti all'altro equipaggio statunitense di Brian Shirmer: in questa disciplina erano le prime medaglie per gli Stati Uniti dal 1956.
Finì anzitempo la stagione 2004-2005, quando si ferì al piede destro nella pista di Cesana (la stessa dei Giochi olimpici del 2006): dovette saltare le ultime due gare di Coppa del Mondo e la gara di bob a due dei campionati mondiali, ma riuscì a partecipare con una scarpa speciale alla gara di bob a quattro, dove si classificò quinto.
Un grave incidente di gara avvenuto nel 2009 sulla pista tedesca di Winterberg causò ad Hays un trauma cranico che lo costrinse al definitivo ritiro dalle competizioni.
Nei campionati mondiali Hays ha ottenuto due medaglie: una d'argento a Lake Placid 2003 e una di bronzo a Königssee 2004, entrambe nel bob a quattro.
Il suo miglior piazzamento assoluto nella classifica finale di Coppa del mondo è il terzo posto sia nel bob a due (2006) che nel bob a quattro (2004) e in due occasioni nella combinata (2004 e 2006).

## Palmarès

### Olimpiadi
- 1 medaglia:
  - 1 argento (bob a quattro a Salt Lake City 2002).

### Mondiali
- 2 medaglie:
  - 1 argento (bob a quattro a Lake Placid 2003);
  - 1 bronzo (bob a quattro a Königssee 2004).

### Coppa del Mondo
- Miglior piazzamento in classifica generale nel bob a due: 3º nel 2005-06;
- Miglior piazzamento in classifica generale nel bob a quattro: 3º nel 2003-04;
- Miglior piazzamento in classifica generale nella Combinata maschile: 3º nel 2003-04 e nel 2005-06.